# Лалаян, Вараздат
Вараздат Лалаян (арм. Վարազդատ Լալայան, род. 1 мая 1999 года) — армянский тяжелоатлет, мастер спорта Армении международного класса. Чемпион мира 2024 года в Бахрейне. Серебряный призёр летних Олимпийских игр 2024 года. Двукратный чемпион Европы 2024 и 2025 годов. Призёр чемпионатов мира и чемпионатов Европы 2021, 2022 и 2023 годов.

## Карьера
В 2018 году он завоевал серебряную медаль в весовой категории свыше 105 кг среди мужчин на чемпионате мира по тяжелой атлетике среди юниоров, проходившем в Ташкенте, а также стал серебряным призёром и в весовой категории свыше 105 кг среди юниоров на чемпионате Европы по тяжелой атлетике среди юниоров, проходившем в Польше.
Год спустя он выиграл золотую медаль в мужском зачете в категории свыше 109 на чемпионате мира по тяжелой атлетике среди юниоров, проходившем в Суве, Фиджи, и на чемпионате Европы по тяжелой атлетике среди юниоров и до 23 лет, проходившем в Бухаресте.
На чемпионате Европы по тяжелой атлетике среди юниоров и до 23 лет 2021 года в Финляндии вновь завоевал чемпионский титул. 
В апреле 2021 года на чемпионате Европы в Москве в весовой категории свыше 109 кг Вараздат стал бронзовым призёром чемпионата Европы с результатом 445 килограммов. В упражнении «рывок» завоевал малую бронзовую медаль с весом на штанге 205 килограммов, в упражнении «толчок» также стал третьим с весом на штанге 240 килограммов.
На чемпионате мира 2021 года в Ташкенте, армянский спортсмен завоевал серебряную медаль зафиксировав итоговый вес в 457 килограммов. Также он стал обладателем малых серебряных медалей в двух упражнениях. 
В 2022 году на чемпионате Европы до 20 и до 23 лет в Дурресе занял первое место в категории U23 с результатом 440 кг в двоеборье, а также завоевал малые золотые медали в рывке и толчке (200 и 240 кг).
На чемпионате мира 2022 года в Боготе, в Колумбии в категории свыше 109 кг завоевал бронзовую медаль по сумме двух упражнений с результатом 461 кг, также в его копилке малая серебряная медаль в рывке (215 кг).
В Ереване, на чемпионате Европы 2023 года, в категории свыше 109 кг, Вараздат завоевал серебряную медаль подняв вес по сумме двух упражнений в 462 кг. И в рывке и в толчке он также завоевал малые серебряные медали.
В Саудовской Аравии, где состоялся Чемпионат мира по тяжёлой атлетике 2023 года, армянский спортсмен в категории до 109 кг завоевал серебряную медаль чемпионата мира с результатом 460 кг по сумме двух упражнений. Малая бронзовая медаль в рывке также досталась ему.
В феврале 2024 года на чемпионате Европы в Софии Вараздат завоевал три золотые медали (в рывке, толчке и по сумме двух упражнений), впервые в карьере став чемпионом Европы. В рывке поднял 205 килограммов, в толчке  — 250 кг., по сумме двух упражнений — 455 кг.
На летних Олимпийских играх 2024 года Вараздат выступал в весовой категории свыше 102 кг среди мужчин и завоевал серебряную медаль. Он поднял 467 килограммов, что всего на три килограмма меньше, чем у чемпиона Лаши Талахадзе.
В декабре 2024 года в Манаме, на чемпионате мира, в весовой категории свыше 109 кг стал чемпионом с результатом 467 кг. В упражнении рывок поднял 215 кг, что позволило завоевать малую золотую медаль, в толчке был третьим.
На чемпионате Европы 2025 года в Кишинёве завоевал золотую медаль в весовой категории свыше 109 кг с итоговым результатом 450 кг. В упражнениях «рывок» и «толчок» стал победителем.

## Достижения
Олимпийские игры
| Результат | Вес          | Год  | Место соревнований | Рывок | Толчок | Общий вес |
| Серебро   | свыше 102 кг | 2024 | Париж, Франция     | 215,0 | 252,0  | 467,0     |

Чемпионат мира
| Результат | Вес          | Год  | Место соревнований         | Рывок | Толчок | Общий вес |
| Серебро   | свыше 109 кг | 2021 | Ташкент, Узбекистан        | 211,0 | 246,0  | 457,0     |
| Бронза    | свыше 109 кг | 2022 | Богота, Колумбия           | 215,0 | 246,0  | 461,0     |
| Серебро   | свыше 109 кг | 2023 | Эр-Рияд, Саудовская Аравия | 212,0 | 248,0  | 460,0     |
| Золото    | свыше 109 кг | 2024 | Манама, Бахрейн            | 215,0 | 252,0  | 467,0     |

Чемпионат Европы
| Результат | Вес          | Год  | Место соревнований | Рывок | Толчок | Общий вес |
| Бронза    | свыше 109 кг | 2021 | Москва, Россия     | 205,0 | 240,0  | 445,0     |
| Серебро   | свыше 109 кг | 2022 | Тирана, Албания    | 211,0 | 240,0  | 451,0     |
| Серебро   | свыше 109 кг | 2023 | Ереван, Армения    | 212,0 | 250,0  | 462,0     |
| Золото    | свыше 109 кг | 2024 | София, Болгария    | 205,0 | 250,0  | 455,0     |
| Золото    | свыше 109 кг | 2025 | Кишинёв, Молдова   | 210,0 | 240,0  | 450,0     |